# Fantasy (альбом)
«Fantasy» — второй студийный альбом исполнителя Mr. Credo, выпущенный в 1997 году на лейбле «AVA Records».
В марте 2014 года журнал «Афиша» включил альбом в редакционный список «30 лучших русских поп-альбомов».

## Об альбоме
В 1996 году вышел дебютный альбом Mr. Credo, сингл «HSH-Bola», в который вошли 4 трека: «HSH-Bola», X-tasy», «Кокаинум», «Давай лавэ!». В 1997 году песня «HSH-Bola» вошла в сборник «Союз 19», в том же году вышел второй альбом «Fantasy» и вышла программа на видео. На песни «HSH-Bola» и «Мама Азия» были сняты видеоклипы в 1997 и 1998 годах.

## Отзывы критиков
Обозреватель журнала «Афиша» Булат Латыпов высоко оценил пластинку и отметил, что «безумный хаус победил, люди прутся под винил, зеленый лазер, белый дым и всё как надо» — строчки из песни «Ламбада» довольно точно описывают творческий метод артиста».

## Список композиций
1. «Intro» — 3:08
2. «HSH-Bola» — 5:11
3. «Хулигано...» — 3:36
4. «Техномафия» — 5:10
5. «Гуру» — 3:49
6. «Ламбада» — 4:35
7. «Давай лавэ!» — 4:25
8. «Зомби» — 4:16
9. «X-tasy» — 3:49
10. «Сирота» — 4:09
11. «Снег» — 4:33
12. «Мама Азия» — 4:30
13. «Поро-шок» — 5:08
14. «Амфитамин» — 4:25

## Видеоклипы
- HSH-Bola (1997)[5]
- Мама Азия (1998)[6]

## Участники записи
- Mr. Credo — музыка, текст, аранжировка, вокал, продюсирование
- Евгений Филякин — бэк-вокал (7)
- Наталья Медведева — бэк-вокал (2, 7, 14)
- Олеся Слукина — бэк-вокал (11, 6)
- Виталий Келлер — звукорежиссёр